# Hagen (personaje)

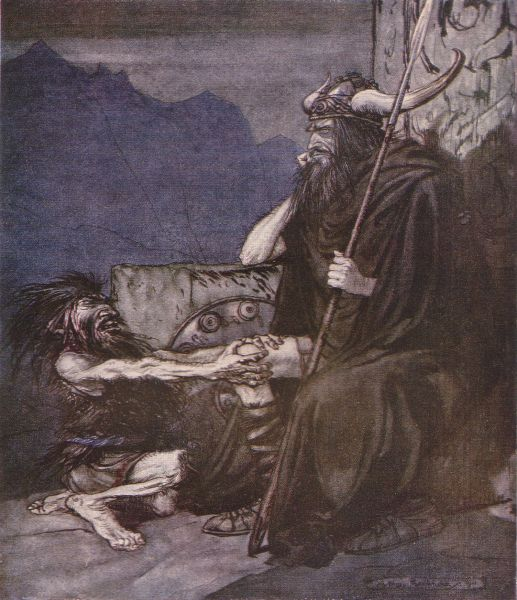
Alberich el Enano habla con Hagen, dibujo de Arthur Rackham.

Hagen (en lengua germánica), Högni (del nórdico Hǫgni o anglo Hogni) o Hoenio es el nombre de un guerrero burgundio que aparece en los cuentos épicos de los pueblos que rodean al reino Burgundio de Worms. Con frecuencia a Hagen se le identifica como hermano o hermanastro del rey Gunter. Es el principal antagonista del héroe Sigfrido, por el que siente gran envidia. Normalmente se le representa como un personaje ladino y malintencionado.

## Distintas tradiciones
La historia de Sigfrido, los nibelungos y el oro del Rin ha sido relatado en diversas lenguas y en cada una tiene sus características específicas. La principal tradición es la germánica, cuya versión más conocida y famosa es la del Cantar de los nibelungos. En ella, a Hagen se le llama Hagen de Tronje (probable referencia a Drongen, en Gante). Por ser la versión más conocida se trata con mayor detalle en un apartado específico. 
En la tradición germánica, Hagen era un personaje especialmente severo, implacable, violento y, en dos de las susodichas narraciones germanas, tuerto. Según la Saga de Thidrek de Bern, Hagen no era completamente humano, habiendo sido concebido por un duende que dejó encinta a la esposa del rey. En este cuento, fue Hagen quien mató al héroe Sigfrido durante una cacería al herirle en la única parte de su cuerpo que no era invulnerable. Esta es la versión más conocida del personaje y la que aparece en las óperas de Richard Wagner recogidas en la serie El anillo del nibelungo (no obstante, a diferencia de la Saga de Thidrek, en la versión operística Hagen se ahogó al tratar de robar el oro del Rin). En la tradición escandinava, el papel de Hagen en la muerte de Sigurd (equivalente nórdico de Sigfrido) fue menor, siendo en realidad Gutthorm, hermano menor de Gunnar (equivalente nórdico de Gunter) y Högni, quien dio muerte al héroe del dragón, aunque lo hizo ayudado activamente por sus hermanos mayores.
Volviendo a los cuentos germanos, en ellos los hermanos Gunter y Hagen eran los últimos supervivientes de la caída de los Nibelungos. En la tradición germana (ver la sección Cantar de los Nibelungos), Hagen era el que conocía el lugar en el que se ocultaba el tesoro del Nibelungo, pero se negó a revelarlo mientras viviera Gunter. No obstante, cuando Gunter fue asesinado, Hagen, mortalmente herido, continuó guardando el secreto aún a sabiendas de que su hermanastro ya había muerto. En los cuentos escandinavos, por el contrario, fue Gunnar quien se negó a contarle el secreto a Högni mientras viviera, por lo que provocó la muerte de su hermano.
En uno de los cuentos escandinavos, el Atlamál, uno de los hijos de Hagen/Högni llamado Hniflung vengó la muerte de su padre y la de sus parientes en su tía Guðrún. En dicha obra, se indica que Högni tenía una esposa llamada Kostbera y otros dos hijos: Solar y Snævar. En el Dráp Niflunga se menciona un cuarto hijo, llamado Gjuki (en memoria del padre de Högni).

## Cantar de los Nibelungos
Hagen procedía de la ciudad de Tronje, y había pasado su infancia en el reino de los hunos, pues su padre había servido para el rey Etzel (Atila). Años después, entró al servicio del rey Gunter de Borgoña, donde adquirió gran renombre, siendo el mejor caballero del rey hasta la llegada del más joven y dotado Sigfrido. Esto provocó en Hagen gran envidia contra el héroe, que en cada ocasión procuró servir a su señor buscando el máximo perjuicio contra Sigfrido.
Cuando Gunter se casó con Brunilda y esta entró en enemistad con Krimilda, esposa de Sigfrido y hermana de Gunter, Hagen vio la oportunidad de acabar con Sigfrido, contando con el beneplácito del rey. Justo antes de ir de cacería, Krimilda le habló pidiéndole que protegiera a Sigfrido. Aunque este se había bañado en la sangre del dragón Fafner, muerto por su propia mano, y hecho su piel invulnerable, ella sabía de un punto en su espalda que en su momento fue cubierto por una hoja de tilo y quedó sin mojarse. Pidió entonces a Hagen, pensando aún bien de él, que vigilara la espalda del héroe para que nadie le hiriera allí. Estas palabras que pretendían protegerle, no hicieron sino daño, pues en un momento en que el héroe estaba bebiendo de un riachuelo, Hagen le atravesó a traición con su lanza, provocando su muerte. Aunque todos sospecharon de Hagen, él ni siquiera intentó desmentirlo, puesto que contaba con la aprobación del rey. Con Krimilda viuda y sumida en la tristeza y el odio hacia él, Hagen le robó el mágico tesoro de los Nibelungos (que había sido de Sigfrido), tesoro que se suponía infinito pues podía sacarse cuanto oro quisiera uno, que no se agotaba. Pero en manos de Hagen el hechizo no funcionó, y este, enfadado, lo mandó tirar al río Rin.
Hagen sirvió aún mucho tiempo al servicio de Gunter, pero cuando años después Krimilda, casada ahora con Etzel, los invitó a su reino, Hagen pudo adivinar las intenciones vengativas de ella. En efecto, de aquella visita, ni Hagen, ni Gunter, ni ninguno de los guerreros de Borgoña que los acompañaban salió con vida. Allí, tras una riña, el único hijo que había tenido Krimilda con Etzel, de nombre Ortlieb, fue matado por Hagen. Esto provocó que los objetivos de Krimilda se cumplieran y que estallara una pelea entre los guerreros hunos y los de Borgoña, de la que al final solo quedaron vivos Hagen y Gunther, que fueron derrotados por Dietrich, el señor de Berna. Tras la lucha, Gunter fue decapitado por orden de la reina, y Hagen, que no podía devolverle a Krimilda a su amado Sigfrido, se negó a revelar la ubicación del tesoro aún tras la muerte de Gunter, sufrió a manos de la reina el mismo destino que su rey. Krimilda, sin embargo, murió a continuación cuando el viejo caballero y cristiano Hildebrando (vasallo y maestro de armas de Dietrich), consideró que había dado una muerte indigna a un gran guerrero como Hagen y la asesinó dividiéndola en dos de un golpe certero con su espalda.